# FKBP6

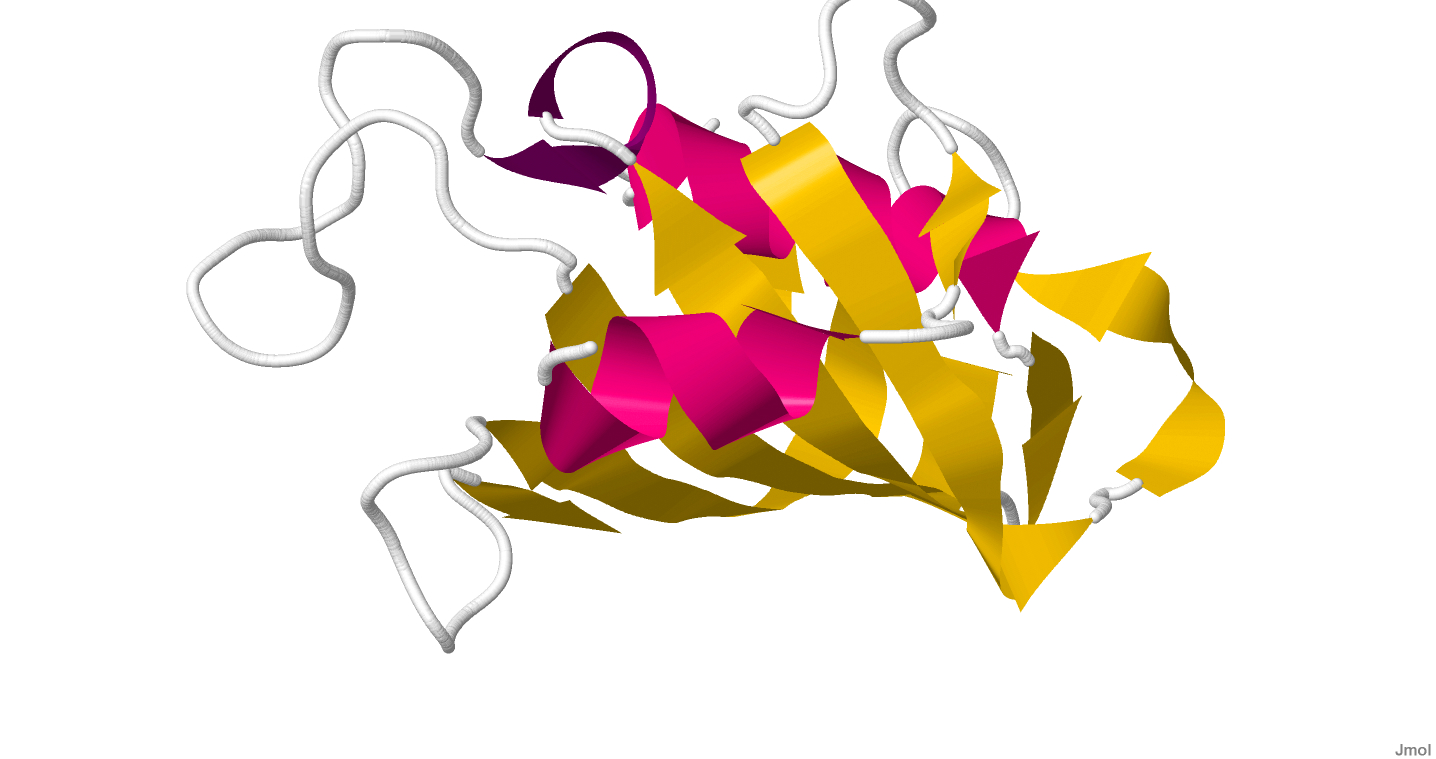
Structure du FKBP6.

Le FKBP6 est une protéine ayant une activité de peptidyl prolyl isomérase. Son gène est le FKBP6 situé sur le chromosome 7 humain.

## Rôles
Comme les autres peptidyl prolyl isomérases, elle permet la transformation de certaines protéines de la forme trans à la forme cis, modulant leur activité.

## En médecine
Il s'agit de l'un des gènes aconcerné[pas clair] par la microdélétion du chromosome 7 lors du syndrome de Williams.